# Número de teléfono de tarificación especial
Se denomina número de teléfono de tarificación especial a los números telefónicos que generalmente sólo pueden ser accedidos a nivel nacional con una tarificación mayor, menor que una llamada nacional, o bien, gratuita.
No obstante, el uso de este tipo de numeraciones no suele ser precisamente utilizado de manera gratuita al llamante, sino más bien como reclamo para el lucro del portador.

## Códigos alfanuméricos
Para recordar fácilmente números de teléfono de tarificación especial a veces se utilizan phonewords (del inglés phone words, "palabras de teléfono"), que son códigos que utilizan tanto números como letras.

## Teléfonos de tarifa especial en Argentina
Se citan varios casos, la tarifación según los prefijos es:
- 0800: totalmente gratuito para el que llama. Los costes los paga el que contrata el servicio.
- 0810: precio de llamada local. La diferencia, si la llamada es desde un teléfono móvil u otra ciudad, la paga el contratante.
- 0822: totalmente gratuito para el que llama. Son los números de acceso para utilizar tarjetas telefónicas
- 0823: totalmente gratuito para el que llama. Son los números de acceso para utilizar tarjetas telefónicas
- 0610: usado en conexiones "de tarifa reducida" de internet. A la mitad del coste de llamada local.
- 0611: usado en conexiones "de tarifa reducida" de internet.
- 0612: usado en conexiones "de tarifa reducida" de internet.[1]
- 0609: Servicio de audiotexto de llamados masivos. Tienen una tarifa especial, más alta que una llamada común (parecido al 806 español).
- 0600: Servicio de audiotexto de llamados gran público (equivalente al 1-900 estadounidense o al 805 español).
- 0747: Servicio de teleconferencia. Tienen una tarifa especial, más alta que una llamada común.
- 0939/0605: Servicio de colectas de bien público. Tienen una tarifa especial, más alta que una llamada común[cita requerida].
- 0603: Servicio de audiotexto profesional. Tienen una tarifa especial, más alta que una llamada común.

## Teléfonos de tarificación especial en Chile
En Chile, existen distintos números de teléfonos que comienzan con un prefijo indicador de tarifa especial:
- 700: Servicios de valor agregado, de distintos temas (clima, tarot, horóscopo, etc) con un valor agregado por segundo, por el valor del servicio.
- 800: Llamada gratis en todo el territorio nacional. El cargo de la llamada es de quien contrata el servicio.

## Teléfonos de tarificación especial en Ecuador
En Ecuador existen servicios ofrecidos por las compañías telefónicas Andinatel de Quito y otras zonas de la sierra, Pacifictel de Guayaquil y provincias de la costa, y Etapa de Cuenca (Ecuador).
- 1800: son números totalmente gratuitos para el que llama. El costo de la llamada es impuesto sobre el que contrata el servicio. Se puede llamar incluso desde teléfonos bloqueados, suspendidos por falta de pago y teléfonos públicos instalados "oficiales", es decir, instalados por cualquiera de las compañías antes mencionadas. El contratante puede solicitar el servicio a nivel de barrio, de ciudad, de región, o nivel nacional; necesitando esta última opción que se coordine entre las tres compañías telefónicas. El servicio puede ir contratado para horarios determinados, restricciones o restricciones por zonas. Los números que siguen tras el 1800 son 6 dígitos.

- 1700: son números en los cuales el que llama paga una tarifa de llamada nacional, ($0.04 regularmente) así el destino se encuentre al otro lado del país, o al lado suyo. No son muy utilizados, y se prefiere tener números convencionales en los cuales la gente sabe lo que paga. Al ser el servicio, al igual que el 1800, un número virtual que redirige la llamada a un número real, usuarios averiguan este último para que se le cobre como llamada local. Por ejemplo, el servicio veinti4fono del Banco Bolivariano se comercializa bajo 1700 505050, aunque al marcar dicho número se redigirirá al (04)2310001 de Guayaquil. Los números que siguen tras marcar 1700 son 6 dígitos.

- 1705: servicio de televoto. La llamada no cuesta para el que llama. Tan solo existen un par de números en servicio. Antiguamente eran los números 1806.

- 1900: número de tarifación adicional. Se lo llegó a utilizar en los años 1999 y 2000 como servicio de "teléfono amigo" pero su poco uso, al requerir que el usuario pida por escrito su acceso, hizo que el servicio no se hiciese popular.

Hasta el año 2003 estos servicios eran accesibles (a menos que hayan estado bloqueados) desde cualquier teléfono fijo de Ecuador, pero con la implementación de nuevas compañías con redes privadas como Linkotel, Ecutel y Setel; han hecho que el servicio no sea accesible para todos, pues desde estas tres compañías no habría como comunicarse, a menos que Pacifictel, Andinatel y Etapa les permitan hacerlo, al constar estos números especiales como redes privadas de dichas compañías. 
Desde finales del año 2005 se pudo acceder a los números especiales desde teléfonos móviles de la compañía Alegro PCS; más tarde, en el 2007, Porta ofrece el servicio, aunque con un costo de una llamada a cualquier teléfono fijo aún para los números 1800.

## Teléfonos de tarificación especial en España
Son números nacionales con tarifas especiales, que tienen el prefijos 800 y 90x. Estos números permiten dirigir las llamadas a múltiples destinos nacionales o internacionales en función de diversas variables (provincia desde la que se llama, hora o día de la llamada, líneas de destino ocupadas, ...).
Actualmente hay muchas tarifas planas de llamadas (cuota fija por llamadas ilimitadas) que no incluyen las llamadas a números de tarificación especial, por lo que al llamar a estos números desde cualquier punto de España se cobra la llamada aunque se tenga tarifa plana. Además, si se llama desde una red móvil, el precio de llamada puede ser muy superior al de una llamada a un destino fijo o móvil convencional.
Anteriormente los 90x también incluían a los números de tarificación adicional, pero estos se han traspasado a los prefijos 80x, con excepción del 907 que se mantiene.
La tarifación según los prefijos es:
- 704: son números nacionales, fáciles de recordar y que redirigen la llamada al destino programado por el propietario del número y que puede modificar en cualquier momento. El coste desde red fija para el que llama, es superior a una llamada provincial pero inferior a una nacional. El llamado paga la diferencia si la llamada tiene un destino distinto a un número provincial.[3]

- 800 y 900: llamadas gratuitas para el que llama. El coste íntegro lo asume el propietario de la línea.[4]

- 901: llamadas con coste compartido entre el que llama y el que recibe la llamada.
  - Nivel 1 (901 seguido de 1, 2 o 3): El coste de una llamada desde red fija es aproximadamente la mitad de una llamada nacional.[5]
  - Nivel 2 (901 seguido de 5): El coste de una llamada desde red fija es ligeramente superior a una llamada provincial, pero con un coste de establecimiento inferior.[5]

- 902: llamadas con coste asumido por el que llama. La ventaja del número 902 para el destinatario es que permite tener un único número fácil de recordar y que puede dirigir la llamada a múltiples destinos nacionales.
  - Nivel 1 (902 seguido de 1, 2, 3 o 4): El coste de una llamada desde red fija es igual a una llamada nacional, pero con un coste de establecimiento inferior.[6]
  - Nivel 2 (902 seguido de 07): El coste de una llamada desde red fija es ligeramente superior a una llamada provincial, pero con un coste de establecimiento inferior.[6]

- 80x: Tarificación adicional. 803 adultas (pornografía), 806 entretenimiento (tarot), 807 Servicios profesionales. Los niveles 1 y 2 no suelen ser utilizados (pagan poco), el nivel 3 (seguido 4 o 5) es el único usado. Los niveles superiores hay que preactivarlos y están en desuso.

- 905: Servicio de llamadas masivas o televoto. Muy utilizados para conocer la opinión de la audiencia de los diferentes medios de comunicación sobre temas de actualidad, así como para emitir votos por teléfono, sondear la opinión de los consumidores sobre la aceptación de un producto, realizar promociones comerciales innovadoras y estudios de mercado y publicidad, como colectas para instituciones benéficas, etc. Algunas de las modalidades del servicio retribuyen al cliente por cada llamada recibida. Las llamadas a estos números tienen una duración limitada de 3 minutos por llamada.
  - Nivel 1 (905 seguido de 1): El coste desde red fija es de 0,30 € por llamada. Sin retribución para el llamado.[7]
  - Nivel 2 (905 seguido de 2) Entretenimiento y usos profesionales: El coste desde red fija es de 0,30 € por establecimiento de llamada más 0,20€ de retribución para el destinatario después de los primeros 11 segundos de la llamada (este tiempo es para indicar el coste del servicio antes de la retribución).[7]
  - Nivel 2 (905 seguido de 7) Televoto: El coste desde red fija es de 0,50 € por llamada que incluyen 0,20€ de retribución para el destinatario desde el primer segundo de la llamada.[7]
  - Nivel 3 (905 seguido de 4 o 5) Entretenimiento y usos profesionales: El coste desde red fija es de 0,30 € por establecimiento de llamada más 0,90€ de retribución para el destinatario después de los primeros 11 segundos de la llamada (este tiempo es para indicar el coste del servicio antes de la retribución).[7]
  - Nivel 3 (905 seguido de 8) Televoto: El coste desde red fija es de 1,20 € por llamada que incluyen 0,90€ de retribución para el destinatario desde el primer segundo de la llamada.[7]

- 907: Acceso a Internet, con tarificación adicional.

- 908: Acceso a Internet, factura el operador de acceso (paga el llamante).

- 909: Acceso a Internet, no factura el operador de acceso (tarifa plana con el operador de destino).

En el caso de que el usuario tenga contratado tarifa plana de llamadas, los teléfonos 90x y 80x no son gratis (salvo los 900 y 800). Detrás de estos teléfonos se esconden teléfonos fijos (teléfonos de destino) cuya llamada sí es gratuita con tarifa plana de llamadas. En el caso de llamar desde un móvil, la tarifa sigue siendo más cara desde un móvil a un 901/902 que a cualquier fijo, llegando a ser incluso 15 veces más cara por minuto (por ejemplo, desde Contrato 1 de Vodafone).